# Aston Martin DB12
L'Aston Martin DB12 est une automobile Grand Tourisme Coupé 2+2, appelée « Super Tourer », du constructeur automobile britannique Aston Martin produite à partir de 2023. Elle remplace la DB11 produite de 2016 à 2023.

## Présentation
L'Aston Martin DB12 est présentée le 24 mai 2023 en marge du Festival de Cannes. Elle est plus proche d'un gros restylage et une mise à jour technologique de l'ancien modèle, « une DB11 subtilement modifiée », avec des touches de DBS, plutôt que d'un nouveau modèle. Par rapport à la DB11, le véhicule a été rigidifié, améliorant son comportement routier.
En août 2023, est présentée sa variante cabriolet la DB12 Volante,.

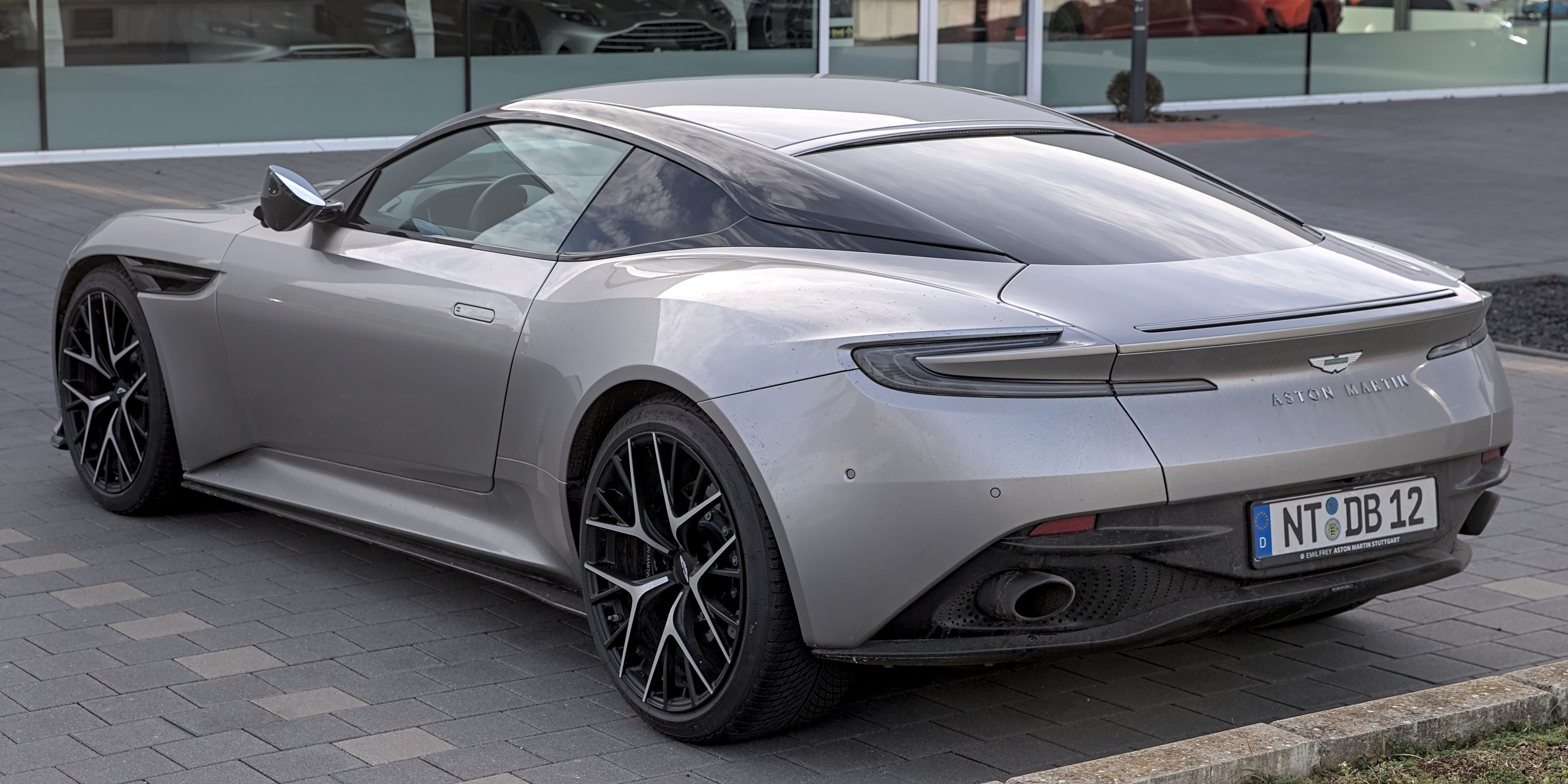
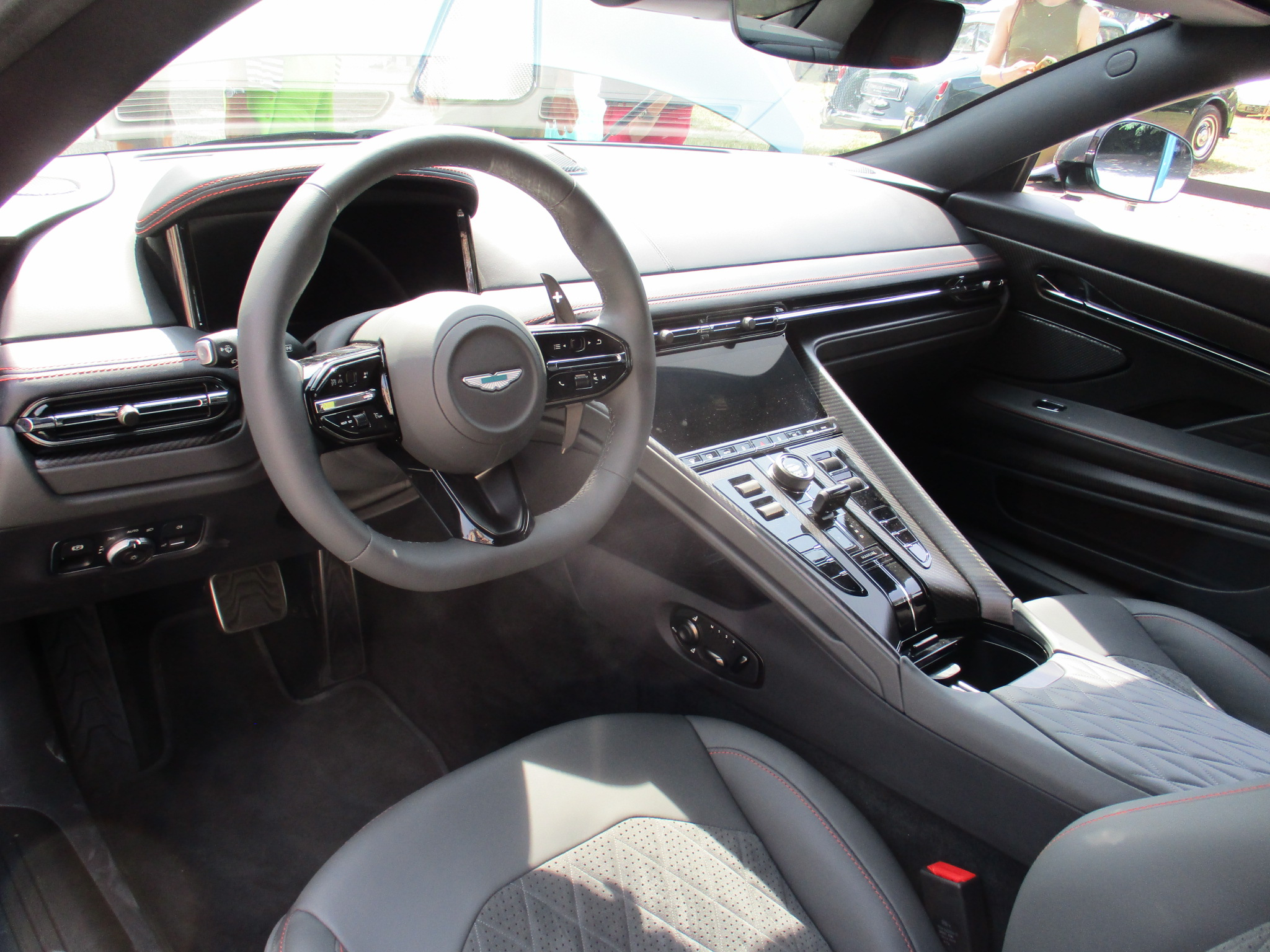
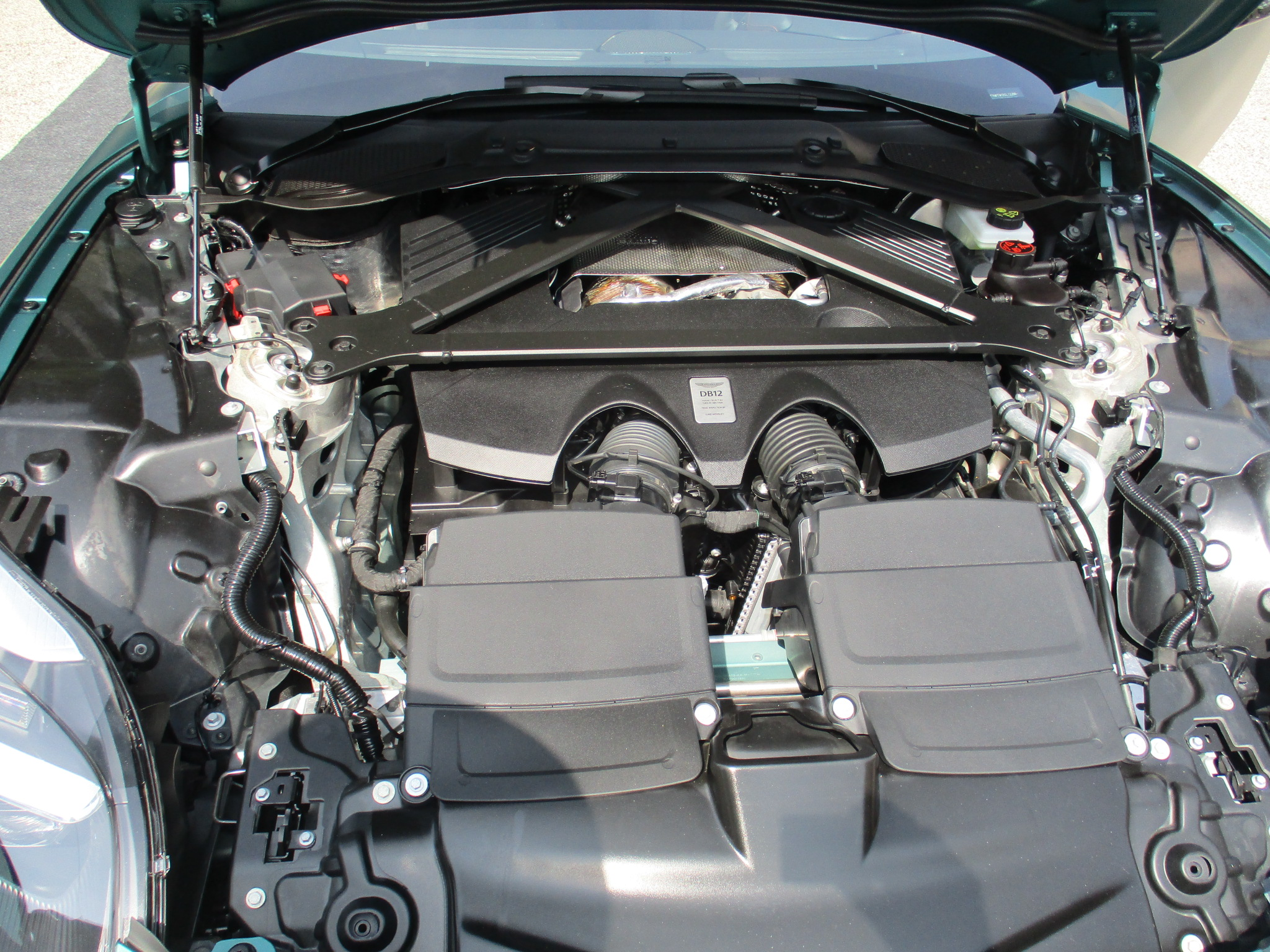

La DB12 est la première Aston à revêtir le nouveau logo de la marque.

## Caractéristiques techniques
La DB12 repose sur la plateforme technique en aluminium de sa prédécesseure DB11.

### Motorisations
La GT est dotée du V8 4 litres bi-turbo d’origine Mercedes-AMG, qui équipe également la Mercedes-AMG GT II, d'une puissance de 680 ch.
| Logo de Aston Martin           | Caractéristiques techniques                       |
| Logo de Aston Martin           | DB12                                              |
| ------------------------------ | ------------------------------------------------- |
| Moteur                         | 8-cylindres en V                                  |
| Admission                      | Bi-turbocompressé                                 |
| Cylindrée (cm3)                | 3982                                              |
| Puissance maximale ch (kW)     | 680 (500)                                         |
| au régime de : (tr/min)        | 6 000                                             |
| Couple maximal (N m)           | 800                                               |
| au régime de : (tr/min)        | 2 750 à 6 000                                     |
| Boîte de vitesses              | Automatique à 8 rapports ZF                       |
| Transmission                   | Propulsion                                        |
| Vitesse maximale (km/h)        | 325                                               |
| 0-100 km/h (s)                 | 3,6                                               |
| Consommation (L/100 km)        | 12,2                                              |
| Émissions de CO2 (en g/km)     | 276                                               |
| Masse à vide (kg)              | 1 788                                             |
| Capacité du réservoir (litres) | 78                                                |
| Dimensions des pneumatiques    | Avant : 275/35 R21 103Y Arrière : 325/30 R21 108Y |
| Norme environnementale         | Euro 6d-full                                      |